# Boogie/Melinda
Boogie/Melinda è un singolo del gruppo musicale inglese UFO, pubblicato nel 1970.

## Tracce
Lato A
1. Boogie (UFO)

Lato B
1. (Come Away) Melinda (Minkoff, Hellerman)